# Mark Burnett
James Mark Burnett (Londres, Inglaterra, Reino Unido, 17 de julio de 1960) es un productor de televisión británico, y autor de diez libros mientras fue presidente de MGM Worldwide Television Group. Creó The Apprentice, Are You Smarter than a 5th Grader? y Shark Tank, y produjo los reality shows Survivor, The Voice, Beat Shazam, y Generation Gap.
Las series de televisión producidas por Burnett han sido nominadas a un total de 151 premios Emmy. Ha ganado personalmente doce Premios Emmy, cinco Premios del Sindicato de Productores de América, doce Premios de la Crítica de Televisión y diez Premios del Público. A partir de 2024, Burnett es el productor ejecutivo de cinco programas de televisión de cadenas actuales, así como de varias series de cable. Durante cinco años consecutivos, Burnett ha sido incluido en el Variety500, un índice de los 500 líderes empresariales más influyentes que dan forma a la industria mundial de los medios de comunicación.
Bajo la dirección de Burnett, MGM ha ampliado su negocio de televisión por cable a través de las adquisiciones de Evolution Media (Botched, The Real Housewives of Beverly Hills, The Real Housewives of Orange County) y de Big Fish Entertainment (Live PD y Black Ink Crew).
Burnett cocreó y produjo con su esposa Roma Downey las series cristianas La Biblia] y A.D. La Biblia continúa, y produjo los largometrajes Son of God, Little Boy, Woodlawn, y Ben-Hur'.
Variety reconoció a Burnett y a su esposa Roma Downey como "pioneros" y The Hollywood Reporter ha incluido a la pareja en sus listas de "Personas más influyentes". En febrero de 2016, Downey y Burnett pronunciaron el discurso principal en el Desayuno Nacional de Oración celebrado en Washington D. C. por el presidente Obama, y en 2017 Burnett fue invitado de nuevo a pronunciar un discurso en el primer Desayuno Nacional de Oración del presidente Trump ante una gran cantidad de líderes mundiales asistentes. 
En 2024, Burnett ganó un People's Choice Award y ha estado nominado a múltiples Critics Choice Awards.

## Primeros años
Burnett nació el 17 de julio de 1960 en Londres, hijo único de Archie y Jean Burnett, ambos trabajadores de la fábrica Ford Motor, y se crio en Dagenham, Essex. Su padre era católico romano y su madre presbiteriana; se desconoce en qué confesión se crio.
A los 17 años, se alistó en el Ejército británico, y llegó a ser Comandante de sección en el Regimiento de Paracaidistas. De 1978 a 1982 sirvió en el Tercer Batallón, Regimiento de Paracaidistas en la Compañía C y entró en acción durante la guerra de las Malvinas e Irlanda del Norte. Tras su servicio, inicialmente planeó ir a Centroamérica y trabajar como "asesor de armas y tácticas".

## Principios de su carrera
En octubre de 1982, Burnett emigró a Estados Unidos, donde su amigo Nick Hill, que había emigrado antes del Reino Unido, trabajaba como niñera y chófer. Hill sabía de un puesto vacante de niñera con la familia Jaeger en Beverly Hills, California. A pesar de no tener experiencia como niñera, Burnett acudió a la entrevista. Los Jaeger, dándose cuenta de la ventaja de tener una niñera y seguridad al mismo tiempo, le contrataron. Tras un año trabajando para los Jaeger, pasó a otra familia de Malibú, California, cuidando a dos niños por 250 dólares a la semana. Finalmente le dieron un puesto en la oficina de seguros propiedad del padre de los chicos. Dos años más tarde, Burnett alquiló una parte de una valla en Venice Beach en Los Ángeles, y vendía camisetas por 18 dólares cada una durante los fines de semana. ¡Al darse cuenta de que ganaba más dinero vendiendo camisetas, dejó su trabajo en el sector de los seguros.
En 1991, Burnett y otras cuatro personas se unieron a una competición francesa de aventura, el Raid Gauloises. Después, Burnett vio una oportunidad de negocio en la celebración de competiciones similares. Compró los derechos del formato y trajo a Estados Unidos una competición similar, Eco-Reto. Eco-Reto lanzó la carrera de Burnett como productor de televisión.

## Galardones
Premios Especiales
- 2004: Brandweek Premio al Mercadólogo del Año
- 2004: Reality Cares Foundation 'Filántropo del Año'[10]
- 2004: Premio Brandon Tartikoff Legacy
- 2004: Time Magazine: 'Time 100: 100 Personas Más Influyentes en el Mundo Hoy'
- 2005: Rose d'Or Frapa Format Award
- 2009: Producers Guild of America 'Premio Norman Lear'[11]
- 2009: Hollywood Walk of Fame Star: 'Excellence in Television'[12]
- 2010: Producers Guild of America 'Lifetime Achievement Award in Television'
- 2013: TV Guide Magazine 'Productor del Año'
- 2013: The Dove Foundation Recognition of 'Hijo de Dios'
- 2014: Anti-Defamation League 'Premio Entretenimiento'

### Premios y Nominaciones
Burnett ha sido nominado a varios premios entre 1999 a 2018, incluido el Emmy Awards, Critics Choice Awards, Producers Guild of America Awards, and People's Choice Awards.
| Año  | Premio                            | Categoría                                                                                        | Trabajo                                                      | Resultado |
| ---- | --------------------------------- | ------------------------------------------------------------------------------------------------ | ------------------------------------------------------------ | --------- |
| 1999 | Sports Emmy Award                 | Best Program Achievement                                                                         | Eco-Challenge: Morocco                                       | ganó      |
| 2001 | Publicists Guild of America       | Maxwell Weinberg Publicists Showmanship Award for Television                                     | Survivor                                                     | ganó      |
| 2001 | Reggie Awards                     | Super Reggie for Multi-Channel Integrated Promotion Involving Consumer and Trade Special         | Survivor                                                     | ganó      |
| 2001 | GLAAD Award                       | Recognition Award                                                                                | Survivor: The Australian Outback                             | ganó      |
| 2001 | Diversity Awards                  | Most Diverse Television Ensemble Cast                                                            | Survivor: The Australian Outback                             | ganó      |
| 2001 | Family Television Awards          | Reality/ Alternative Programming                                                                 | Survivor: The Australian Outback                             | ganó      |
| 2001 | Peoples Choice Awards             | Favorite Reality Based Television Program                                                        | Survivor: The Australian Outback                             | ganó      |
| 2001 | Primetime Emmy Awards             | Outstanding Non-Fiction Programming                                                              | Survivor: The Australian Outback                             | ganó      |
| 2001 | Primetime Emmy Awards             | Outstanding Sound Mixing for Non-Fiction Programming                                             | Survivor: The Australian Outback                             | ganó      |
| 2002 | Primetime Emmy Awards             | Outstanding Special Class Program                                                                | Survivor                                                     | nominado  |
| 2002 | Primetime Emmy Awards             | Outstanding Technical Direction, Camerawork, Video for a Series                                  | Survivor: Africa                                             | nominado  |
| 2002 | Primetime Emmy Awards             | Outstanding Lighting Direction (Electronic, Multi-Camera) for VMC Programming                    | Survivor: Africa                                             | nominado  |
| 2002 | Primetime Emmy Awards             | Outstanding Picture Editing for Non-Fiction Programming                                          | Survivor: Marquesas                                          | nominado  |
| 2002 | People's Choice Awards            | Favorite Reality Based Television Program                                                        | Survivor: The Australian Outback                             | ganó      |
| 2003 | Primetime Emmy Awards             | Outstanding Art Direction for a Variety or Music Program                                         | Survivor: Thailand and Survivor: Amazon (judged as one show) | nominado  |
| 2003 | Primetime Emmy Awards             | Outstanding Cinematography for Nonfiction Programming                                            | Survivor: Thailand and Survivor: Amazon (judged as one show) | nominado  |
| 2003 | Primetime Emmy Awards             | Outstanding Picture Editing for Nonfiction Programming                                           | Survivor: Thailand and Survivor: Amazon (judged as one show) | nominado  |
| 2003 | Primetime Emmy Awards             | Outstanding Reality Competition Program                                                          | Survivor: Thailand and Survivor: Amazon (judged as one show) | nominado  |
| 2003 | People's Choice Awards            | Favorite Reality Based Television Program                                                        | Survivor: Thailand                                           | ganó      |
| 2003 | TV Week's Annual Critics Poll     | Number 1 Reality Show                                                                            | Survivor                                                     | ganó      |
| 2003 | TV Week's Annual Critics Poll     | Number 7 Favorite Show                                                                           | Survivor                                                     | ganó      |
| 2004 | TV Critics Association Awards     | Program of the Year                                                                              | The Apprentice                                               | ganó      |
| 2004 | Producers Guild of America        | Television Producer of the Year in Reality/ Game/ Informational Series                           | Survivor                                                     | ganó      |
| 2004 | People's Choice Awards            | Favorite Reality Based Television Program                                                        | Survivor                                                     | ganó      |
| 2004 | Teen Choice Awards                | Breakout TV Show                                                                                 | The Apprentice                                               | nominado  |
| 2004 | Primetime Emmy Awards             | Outstanding Cinematography for Nonfiction Programming                                            | The Apprentice                                               | nominado  |
| 2004 | Primetime Emmy Awards             | Outstanding Picture Editing for Nonfiction Programming                                           | The Apprentice                                               | nominado  |
| 2004 | Primetime Emmy Awards             | Outstanding Reality- Competition Program                                                         | The Apprentice                                               | nominado  |
| 2004 | Primetime Emmy Awards             | Outstanding Sound Editing for Nonfiction Programming                                             | The Apprentice                                               | nominado  |
| 2004 | Primetime Emmy Awards             | Outstanding Cinematography for Nonfiction Programming                                            | Survivor                                                     | nominado  |
| 2004 | Primetime Emmy Awards             | Outstanding Picture Editing for Nonfiction Programming                                           | Survivor                                                     | nominado  |
| 2004 | Primetime Emmy Awards             | Outstanding Reality- Competition Program                                                         | Survivor                                                     | nominado  |
| 2004 | Primetime Emmy Awards             | Outstanding Sound Mixing for Nonfiction Programming                                              | Survivor                                                     | nominado  |
| 2005 | British Academy Television Awards | Best Feature                                                                                     | The Apprentice                                               | ganó      |
| 2005 | Primetime Emmy Awards             | Outstanding Directing for Nonfiction Programming                                                 | Survivor                                                     | nominado  |
| 2005 | Primetime Emmy Awards             | Outstanding Picture Editing for Nonfiction Programming                                           | Survivor                                                     | nominado  |
| 2005 | Primetime Emmy Awards             | Outstanding Reality- Competition Program                                                         | Survivor                                                     | nominado  |
| 2005 | Primetime Emmy Awards             | Outstanding Directing for Nonfiction Programming                                                 | The Apprentice                                               | nominado  |
| 2005 | Primetime Emmy Awards             | Outstanding Picture Editing for Nonfiction Programming                                           | The Apprentice                                               | nominado  |
| 2005 | Primetime Emmy Awards             | Outstanding Reality- Competition Program                                                         | The Apprentice                                               | nominado  |
| 2006 | Daytime Emmy Awards               | Outstanding Service Show                                                                         | Martha                                                       | nominado  |
| 2006 | Primetime Emmy Awards             | Outstanding Cinematography for Nonfiction Programming                                            | Survivor                                                     | nominado  |
| 2006 | Primetime Emmy Awards             | Outstanding Picture Editing for Nonfiction Programming                                           | Survivor                                                     | nominado  |
| 2006 | Primetime Emmy Awards             | Outstanding Reality- Competition Program                                                         | Survivor                                                     | nominado  |
| 2006 | Primetime Emmy Awards             | Outstanding Sound Editing for Nonfiction Programming                                             | Survivor                                                     | nominado  |
| 2006 | Primetime Emmy Awards             | Outstanding Sound Mixing for Nonfiction Programming                                              | Survivor                                                     | nominado  |
| 2006 | Primetime Emmy Awards             | Outstanding Cinematography for Nonfiction Programming                                            | The Apprentice                                               | nominado  |
| 2007 | Primetime Emmy Awards             | Outstanding Picture Editing for Reality Programming                                              | Survivor                                                     | nominado  |
| 2007 | Daytime Emmy Awards               | Outstanding Lifestyle Program                                                                    | Martha                                                       | nominado  |
| 2008 | Young Artist Award                | Best Family Television Reality Show, Game Show, or Documentary                                   | Are You Smarter Than a 5th Grader?                           | ganó      |
| 2008 | Teen Choice Awards                | Choice TV Game Show                                                                              | Are You Smarter Than a 5th Grader?                           | nominado  |
| 2008 | Peoples Choice Awards             | Favorite Game Show                                                                               | Are You Smarter Than a 5th Grader?                           | nominado  |
| 2008 | Kids Choice Awards                | Favorite Reality Show                                                                            | Are You Smarter Than a 5th Grader?                           | nominado  |
| 2009 | Primetime Emmy Awards             | Outstanding Picture Editing for Reality Programming                                              | The Celebrity Apprentice                                     | nominado  |
| 2009 | Primetime Emmy Awards             | Outstanding Cinematography for Reality Programming                                               | Survivor: Tocantins                                          | nominado  |
| 2009 | Primetime Emmy Awards             | Outstanding Host for a Reality or Reality- Competition                                           | Survivor: Tocantins                                          | ganó      |
| 2010 | Primetime Emmy Awards             | Outstanding Picture Editing for Reality Programming                                              | Survivor: Heroes vs. Villains                                | nominado  |
| 2010 | Primetime Emmy Awards             | Outstanding Host for a Reality or Reality- Competition Program                                   | Survivor: Heroes vs. Villains                                | ganó      |
| 2010 | Primetime Emmy Awards             | Outstanding Cinematography for Reality Programming                                               | Survivor: Heroes vs. Villains                                | ganó      |
| 2011 | Daytime Emmy Awards               | Outstanding Lifestyle Program                                                                    | Martha                                                       | ganó      |
| 2011 | Primetime Emmy Awards             | Outstanding Picture Editing for Reality Programming                                              | Survivor: Redemption Island                                  | nominado  |
| 2011 | Primetime Emmy Awards             | Outstanding Host for a Reality or Reality- Competition Program                                   | Survivor: Redemption Island                                  | ganó      |
| 2011 | Primetime Emmy Awards             | Outstanding Cinematography for Reality Programming                                               | Survivor: Redemption Island                                  | nominado  |
| 2012 | Primetime Emmy Awards             | Outstanding Picture Editing for Reality Programming                                              | Survivor: South Pacific                                      | nominado  |
| 2012 | Primetime Emmy Awards             | Outstanding Cinematography for Reality Programming                                               | Survivor: South Pacific                                      | nominado  |
| 2012 | Primetime Emmy Awards             | Outstanding Art Direction for Variety or Nonfiction Programming                                  | The Voice                                                    | nominado  |
| 2012 | Primetime Emmy Awards             | Outstanding Hairstyling for a Multi-Camera Series or Special                                     | The Voice                                                    | nominado  |
| 2012 | Primetime Emmy Awards             | Outstanding Lighting Design/ Lighting Direction for a Variety Series                             | The Voice                                                    | nominado  |
| 2012 | Primetime Emmy Awards             | Outstanding Reality- Competition Program                                                         | The Voice                                                    | nominado  |
| 2012 | Primetime Emmy Awards             | Outstanding Reality Program                                                                      | Shark Tank                                                   | nominado  |
| 2012 | British Academy Television Awards | Best Reality & Constructed Factual                                                               | The Young Apprentice                                         | ganó      |
| 2013 | TCA Awards                        | Reality                                                                                          | Shark Tank                                                   | ganó      |
| 2013 | TCA Awards                        | Reality                                                                                          | Survivor                                                     | nominado  |
| 2013 | TCA Awards                        | Reality                                                                                          | The Voice                                                    | nominado  |
| 2013 | Critics' Choice Awards            | Best Reality Series- Competition                                                                 | Shark Tank                                                   | nominado  |
| 2013 | Critics' Choice Awards            | Best Reality Series- Competition                                                                 | Survivor                                                     | nominado  |
| 2013 | Critics' Choice Awards            | Best Reality Series- Competition                                                                 | The Voice                                                    | ganó      |
| 2013 | Parents Television Council        | Seal of Approval                                                                                 | The Bible                                                    | ganó      |
| 2013 | Daytime Emmy Awards               | Outstanding Lifestyle Program                                                                    | Martha                                                       | ganó      |
| 2013 | Primetime Emmy Awards             | Outstanding Sound Editing for Nonfiction Programming (Single or Multi-Camera)                    | Survivor: Philippines                                        | nominado  |
| 2013 | Primetime Emmy Awards             | Outstanding Sound Mixing for Nonfiction Programming                                              | Survivor: Philippines                                        | nominado  |
| 2013 | Primetime Emmy Awards             | Outstanding Cinematography for Reality Programming                                               | Survivor: Philippines                                        | nominado  |
| 2013 | Primetime Emmy Awards             | Outstanding Picture Editing for Reality Programming                                              | Survivor: Caramoan                                           | nominado  |
| 2013 | Primetime Emmy Awards             | Outstanding Directing for Nonfiction Programming                                                 | Survivor: Caramoan                                           | nominado  |
| 2013 | Primetime Emmy Awards             | Outstanding Directing for Nonfiction Programming                                                 | Survivor: Philippines                                        | nominado  |
| 2013 | Primetime Emmy Awards             | Outstanding Reality- Competition Program                                                         | The Voice                                                    | ganó      |
| 2013 | Primetime Emmy Awards             | Outstanding Art Direction for Variety or Nonfiction Programming                                  | The Voice                                                    | nominado  |
| 2013 | Primetime Emmy Awards             | Outstanding Hairstyling for Multi-Camera Series or Special                                       | The Voice                                                    | nominado  |
| 2013 | Primetime Emmy Awards             | Outstanding Lighting Design/ Lighting Direction for a Variety Series                             | The Voice                                                    | ganó      |
| 2013 | Primetime Emmy Awards             | Outstanding Technical Direction, Camerawork, Video Control for a Series                          | The Voice                                                    | nominado  |
| 2013 | Primetime Emmy Awards             | Outstanding Reality Program                                                                      | Shark Tank                                                   | nominado  |
| 2013 | Primetime Emmy Awards             | Outstanding Miniseries or Movie                                                                  | The Bible                                                    | nominado  |
| 2013 | Primetime Emmy Awards             | Outstanding Sound Editing for Miniseries, Movie, or a Special                                    | The Bible                                                    | nominado  |
| 2013 | Primetime Emmy Awards             | Outstanding Sound Mixing for a Miniseries or Movie                                               | The Bible                                                    | nominado  |
| 2013 | People's Choice Awards            | Favorite TV Movie/Miniseries                                                                     | The Bible                                                    | nominado  |
| 2013 | People's Choice Awards            | Favorite Competition TV Show                                                                     | The Voice                                                    | ganó      |
| 2013 | Primetime Emmy Awards             | Outstanding Sound Editing for Miniseries, Movie, or a Special                                    | The Bible                                                    | nominado  |
| 2013 | PGA Awards                        | Outstanding Producer of Non-Fiction Television                                                   | Shark Tank                                                   | nominado  |
| 2013 | PGA Awards                        | Outstanding Producer of Competition Television                                                   | The Voice                                                    | ganó      |
| 2014 | TCA                               | Outstanding Achievement in Reality Programming                                                   | Shark Tank                                                   | nominado  |
| 2014 | TCA                               | Outstanding Achievement in Reality Programming                                                   | The Voice                                                    | nominado  |
| 2014 | TCA                               | Outstanding Achievement in Reality Programming                                                   | Survivor                                                     | nominado  |
| 2014 | TCA                               | Career Achievement                                                                               | Mark Burnett                                                 | nominado  |
| 2014 | Critics' Choice Television Awards | Best Reality Series – Competition                                                                | Survivor                                                     | nominado  |
| 2014 | Critics' Choice Television Awards | Best Reality Series – Competition                                                                | The Voice                                                    | nominado  |
| 2014 | Critics' Choice Television Awards | Best Reality Series – Competition                                                                | Shark Tank                                                   | ganó      |
| 2014 | Teen Choice Awards                | Best Reality Competition Show                                                                    | The Voice                                                    | ganó      |
| 2014 | Primetime Emmy Awards             | Outstanding Structured Reality Program                                                           | Shark Tank                                                   | ganó      |
| 2014 | Primetime Emmy Awards             | Outstanding Directing for a Nonfiction Program                                                   | Shark Tank                                                   | nominado  |
| 2014 | Primetime Emmy Awards             | Outstanding Cinematography for a Reality Series                                                  | Survivor                                                     | nominado  |
| 2014 | Primetime Emmy Awards             | Outstanding Directing for a Nonfiction Program                                                   | Survivor                                                     | nominado  |
| 2014 | Primetime Emmy Awards             | Outstanding Reality-Competition Program                                                          | The Voice                                                    | nominado  |
| 2014 | Primetime Emmy Awards             | Outstanding Cinematography for a Reality Series                                                  | The Voice                                                    | nominado  |
| 2014 | Primetime Emmy Awards             | Outstanding Hairstyle for a Multi-Camera Series                                                  | The Voice                                                    | nominado  |
| 2014 | Primetime Emmy Awards             | Outstanding Interactive Program                                                                  | The Voice                                                    | nominado  |
| 2014 | Primetime Emmy Awards             | Outstanding Lighting Design/Lighting Direction for a Variety Series                              | The Voice                                                    | nominado  |
| 2014 | Primetime Emmy Awards             | Outstanding Makeup for a Multi-Camera Series                                                     | The Voice                                                    | nominado  |
| 2014 | Primetime Emmy Awards             | Outstanding Picture Editing for Reality Programming                                              | The Voice                                                    | nominado  |
| 2014 | Primetime Emmy Awards             | Outstanding Sound Mixing for Nonfiction Programming                                              | The Voice                                                    | nominado  |
| 2014 | Primetime Emmy Awards             | Outstanding Technical Direction, Camerawork, Video Control for a Miniseries, Movie, or a Special | The Voice                                                    | nominado  |
| 2014 | Primetime Emmy Awards             | Outstanding Art Direction for Variety, Nonfiction, Reality or Reality-Competition Programming    | The Voice                                                    | nominado  |
| 2014 | PGA Awards                        | Outstanding Producer of Competition Television                                                   | The Voice                                                    | ganó      |
| 2014 | PGA Awards                        | Outstanding Producer of Non-Fiction Television                                                   | Shark Tank                                                   | nominado  |
| 2015 | PCA Awards                        | Favorite Competition TV Show                                                                     | The Voice                                                    | ganó      |
| 2015 | PGA Awards                        | Outstanding Producer of Competition Television                                                   | The Voice                                                    | ganó      |
| 2015 | PGA Awards                        | Outstanding Producer of Non-Fiction Television                                                   | Shark Tank                                                   | nominado  |
| 2015 | Critics' Choice Television Awards | Best Reality Series – Competition                                                                | The Voice                                                    | nominado  |
| 2015 | Critics' Choice Television Awards | Best Reality Series                                                                              | Shark Tank                                                   | ganó      |
| 2015 | Primetime Emmy Awards             | Outstanding Structured Reality Program                                                           | Shark Tank                                                   | ganó      |
| 2015 | Primetime Emmy Awards             | Outstanding Picture Editing                                                                      | Shark Tank                                                   | nominado  |
| 2015 | Primetime Emmy Awards             | Outstanding Reality-Competition Program                                                          | The Voice                                                    | ganó      |
| 2015 | Primetime Emmy Awards             | Outstanding Production Design for Variety Non Fiction Reality or Reality-Competition             | The Voice                                                    | nominado  |
| 2015 | Primetime Emmy Awards             | Outstanding Technical Direction, Camera Work, Video Control for a Series                         | The Voice                                                    | nominado  |
| 2015 | Primetime Emmy Awards             | Outstanding Hairstyling for a multi camera series or special                                     | The Voice                                                    | nominado  |
| 2015 | Primetime Emmy Awards             | Outstanding Lighting Design for a Variety Series                                                 | The Voice                                                    | ganó      |
| 2015 | Primetime Emmy Awards             | Outstanding Sound mixing for a Variety Series                                                    | The Voice                                                    | nominado  |
| 2015 | Primetime Emmy Awards             | Outstanding Cinematography for a Reality Programming                                             | Survivor                                                     | nominado  |
| 2015 | Primetime Emmy Awards             | Outstanding Picture Editing for a Reality Programming                                            | Survivor                                                     | nominado  |
| 2015 | 46th Annual Dove Awards           | Outstanding Mainstream Contribution to Gospel Music Award                                        |                                                              | ganó      |
| 2016 | PGA Awards                        | Outstanding Producer of Non-Fiction Television                                                   | Shark Tank                                                   | nominado  |
| 2016 | PGA Awards                        | Outstanding Producer of Competition Television                                                   | The Voice                                                    | ganó      |
| 2016 | NAACP Image Awards                | Outstanding Reality Program/Reality Competition Series                                           | The Voice                                                    | nominado  |
| 2016 | NAACP Image Awards                | Outstanding Reality Program/Reality Competition Series                                           | Shark Tank                                                   | nominado  |
| 2016 | Critics' Choice Awards            | Structured Reality Show                                                                          | Shark Tank                                                   | ganó      |
| 2016 | Critics' Choice Awards            | Reality Show – Competition                                                                       | The Voice                                                    | ganó      |
| 2016 | Critics' Choice Awards            | Reality Show – Competition                                                                       | Survivor                                                     | nominado  |
| 2016 | People's Choice Awards            | Favorite TV Show                                                                                 | The Voice                                                    | nominado  |
| 2016 | People's Choice Awards            | Favorite Competition TV Show                                                                     | The Voice                                                    | ganó      |
| 2016 | NATPE Reality Breakthrough Awards | Best Structured Reality Series                                                                   | Shark Tank                                                   | nominado  |
| 2016 | Creative Arts Emmy Awards         | Outstanding Lighting Design- Lighting Direction for a Variety Series                             | The Voice                                                    | ganó      |
| 2016 | Creative Arts Emmy Awards         | Outstanding Structured Reality Program                                                           | Shark Tank                                                   | ganó      |
| 2016 | Primetime Emmy Awards             | Outstanding Reality- Competition Program                                                         | The Voice                                                    | ganó      |
| 2017 | Producers Guild Awards            | Outstanding Producer of Competition Television                                                   | The Voice                                                    | ganó      |
| 2017 | NATPE Reality Breakthrough Awards | Best Structured Reality Series                                                                   | Shark Tank                                                   | ganó      |
| 2017 | People's Choice Awards            | Favorite Competition TV Show                                                                     | The Voice                                                    | ganó      |
| 2017 | Cynopsis TV Awards                | Best Series Writing [Sports]                                                                     | Lucha Underground                                            | ganó      |
| 2017 | Primetime Emmy Awards             | Outstanding Reality- Competition Program                                                         | The Voice                                                    | ganó      |
| 2017 | Creative Arts Emmy Awards         | Outstanding Structured Reality Program                                                           | Shark Tank                                                   | ganó      |
| 2018 | Critics' Choice Awards            | Best Structured Reality Series                                                                   | Shark Tank                                                   | ganó      |
| 2018 | Critics' Choice Awards            | Best Reality Series – Competition                                                                | The Voice                                                    | ganó      |
| 2018 | Primetime Emmy Awards             | Outstanding Production Design For A Variety, Reality Or Reality-Competition Series               | The Voice                                                    | nominado  |
| 2018 | Primetime Emmy Awards             | Outstanding Casting For A Reality Program                                                        | The Voice                                                    | nominado  |
| 2018 | Primetime Emmy Awards             | Outstanding Directing For A Reality Program                                                      | The Voice                                                    | nominado  |
| 2018 | Primetime Emmy Awards             | Outstanding Picture Editing For A Structured Or Competition Reality Program                      | The Voice                                                    | nominado  |
| 2018 | Primetime Emmy Awards             | Outstanding Hairstyling For A Multi-Camera Series Or Special                                     | The Voice                                                    | nominado  |
| 2018 | Primetime Emmy Awards             | Outstanding Lighting Design/Lighting Direction For A Variety Series                              | The Voice                                                    | nominado  |
| 2018 | Primetime Emmy Awards             | Outstanding Makeup For A Multi-Camera Series Or Special (Non-Prosthetic)                         | The Voice                                                    | nominado  |
| 2018 | Primetime Emmy Awards             | Outstanding Reality-Competition Program                                                          | The Voice                                                    | nominado  |
| 2018 | Primetime Emmy Awards             | Outstanding Sound Mixing For A Variety Series Or Special                                         | The Voice                                                    | nominado  |
| 2018 | Primetime Emmy Awards             | Outstanding Technical Direction, Camerawork, Video Control For A Series                          | The Voice                                                    | nominado  |
| 2018 | Primetime Emmy Awards             | Outstanding Directing For A Reality Program                                                      | Shark Tank                                                   | nominado  |
| 2018 | Primetime Emmy Awards             | Outstanding Structured Reality Program                                                           | Shark Tank                                                   | nominado  |
| 2019 | Primetime Emmy Awards             | Outstanding Structured Reality Program                                                           | Shark Tank                                                   | nominado  |
| 2019 | Critics Choice Real TV Awards     | Structured Series                                                                                | Shark Tank                                                   | nominado  |
| 2019 | Critics Choice Real TV Awards     | Business Show                                                                                    | Shark Tank                                                   | nominado  |
| 2019 | Primetime Emmy Awards             | Outstanding Competition Program                                                                  | The Voice                                                    | nominado  |
| 2019 | People's Choice Awards            | The Competition Show of 2019                                                                     | The Voice                                                    | nominado  |
| 2019 | Nickelodeon Kids' Choice Awards   | Favorite Reality Show                                                                            | The Voice                                                    | nominado  |
| 2019 | Producers Guild of America Awards | Outstanding Producer of Competition Television                                                   | The Voice                                                    | nominado  |
| 2020 | Reality TV Awards                 | Best Judging Panel                                                                               | The Voice                                                    | ganó      |
| 2020 | Reality TV Awards                 | Kids Reality Series: Outstanding Game Show                                                       | Are You Smarter Than A 5th Grader                            | ganó      |
| 2020 | People's Choice Awards            | The Competition Show of 2020                                                                     | The Voice                                                    | ganó      |
| 2021 | Critic's Choice Awards            | Best Competition Series: Talent/Variety                                                          | The Voice                                                    | ganó      |
| 2021 | Critic's Choice Awards            | Best Business Show                                                                               | Shark Tank                                                   | ganó      |
| 2021 | People's Choice Awards            | The Competition Show of 2021                                                                     | The Voice                                                    | ganó      |
| 2022 | Critic's Choice Awards            | Best Competition Series: Talent/Variety                                                          | The Voice                                                    | nominado  |
| 2022 | Critic's Choice Awards            | Best Business Show                                                                               | Shark Tank                                                   | ganó      |
| 2023 | NAACP Image Awards                | Outstanding Reality Program, Reality Competition Or Game Show (Series)                           | Shark Tank                                                   | nominado  |
| 2023 | PGA                               | Award for Outstanding Procuer of Game & Competition Television                                   | The Voice                                                    | nominado  |
| 2023 | Primetime Emmy Awards             | Outstanding Reality Competition Program                                                          | The Voice                                                    | nominado  |
| 2023 | Primetime Emmy Awards             | Outstanding StructuredReality Program                                                            | Shark Tank                                                   | nominado  |
| 2024 | Peoples Choice Awards             | Favorite Competition TV Series                                                                   | The Voice                                                    |           |
| 2024 | Critics Choice Real TV Awards     | Best Competition Series                                                                          | Survivor                                                     | nominado  |
| 2024 | Critics Choice Real TV Awards     | Best Structured Series                                                                           | The Voice                                                    | ganó      |
| 2024 | Critics Choice Real TV Awards     | Best Business Show                                                                               | Shark Tank                                                   | ganó      |